# پریولا
پریولا (به ایتالیایی: Priola) یک کومونه در ایتالیا است که در استان کونیو واقع شده‌است.

## خصوصیات
پریولا ۲۷٫۱ کیلومترمربع مساحت و ۷۶۵ نفر جمعیت دارد.